# Saulce-sur-Rhône
Saulce-sur-Rhône ist eine französische Gemeinde mit 1882 Einwohnern (Stand: 1. Januar 2022) im Département Drôme in der Region Auvergne-Rhône-Alpes; sie gehört zum Arrondissement Nyons und zum Kanton Montélimar-1 (bis 2015: Kanton Loriol-sur-Drôme).

## Geographie
Saulce-sur-Rhône liegt rund 16 Kilometer nordnordöstlich von Montélimar an der Rhône. Umgeben wird Saulce-sur-Rhône von den Nachbargemeinden Loriol-sur-Drôme im Norden, Cliousclat im Osten und Nordosten, Mirmande im Osten und Südosten, Les Tourrettes im Süden, Cruas im Südwesten sowie Baix im Westen.
Durch die Gemeinde führt die Autoroute A7. 

## Bevölkerungsentwicklung
| Jahr                       | 1962 | 1968 | 1975 | 1982 | 1990 | 1999 | 2006 | 2017 |
| Einwohner                  | 1660 | 1125 | 1199 | 1210 | 1443 | 1613 | 1641 | 1855 |
| Quellen: Cassini und INSEE |      |      |      |      |      |      |      |      |

## Sehenswürdigkeiten
- Wehrhaus Tour-de-Veyre aus dem 13. Jahrhundert
- Wehrhaus Gavazel aus dem 14. Jahrhundert
- Schloss Freycinet
- Domäne Menuret aus dem 19. Jahrhundert